# 格朗德拉温
格朗德拉温（Grande Ravine）是加勒比海岛国圣卢西亚东部的一个内陆村庄，行政上由登内里区管辖，位于德尼耶尔里维耶尔南部和里谢丰北部之间。
13°56′30″N 60°55′34″W / 13.94167°N 60.92611°W